# Тейн М'їнт
Тейн М'їнт (англ. Thein Myint, 14 січня 1937) — бірманський боксер, чемпіон Азійських ігор.

## Аматорська кар'єра
На Олімпійських іграх 1956 програв у першому бою Едеру Жофре (Бразилія).
На Азійських іграх 1958 року переміг чотирьох суперників і завоював золоту медаль. Станом на 2023 рік залишається єдиним боксером М'янми, який став чемпіоном Азійських ігор.
На Олімпійських іграх 1960 здобув дві перемоги, а на чвертьфінальний бій проти Олега Григор'єва (СРСР) не вийшов.
На Олімпійських іграх 1964 в першому бою програв нокаутом Айзеку Арі (Гана).